# أسعد سعيد
 أسعد سعيد  (1922 - 24 ديسمبر 2010) شاعر لبناني، ولد في بلدة الصرفند قضاء صيدا جنوب لبنان عام 1922. غنى الزجل مبكرًا، حيث تعلمه عن والده.

## شعره وزجله
تبنّى أسعد سعيد على مدى أكثر من نصف قرن في شعره وأدبه قضايا الأرض والإنسان والأمة، وكونت هذه التجربة لديه وعيًا سياسيًا وسم شعره.

شارك في معظم الجوقات الزجلية الهامة التي نشأت في لبنان، وكان حاضرا في كل المناسبات والمباريات الكبرى التي تعد علامات فارقة في تاريخه الزجلي.

### الجوقات الزجلية
- وفي عام 1943، تشكلت في لبنان الرابطة الزجلية العاملية وانتخب عضوا فيها رغم أنه كان في حيفا في ذلك الوقت، حيث أحيا عدة حفلات شعرية وزجلية.
- انضم في أواخر الأربعينيات إلى جوقة زغلول كفرشيما وإلى جوقة الجبل.
- ألف عام 1968 جوقة ليالي لبنان.
- وفي عام 1972 انضم إلى جوقة القلعة.

### المسرحيات
اشترك بعد عودته من فلسطين، بعد حرب 1948 مع الرحابنة في مسرحية جسر القمر وقدم رقصة السيف والترس.

### في الإذاعة اللبنانية
في الأربعينيات والخمسينيات سجّل في أكثر من إذاعة أشكالا عدة من الغناء الشعبي منها عاليادي اليادي والدلعونا والروزنا والموليا.

## مؤلفاته
له عدد من المؤلفات منها:
- الزجل في اصله وفصله : أبحاث ومقتطفات من تاريخ الزجل والزجالين
- صوت فلسطين - ديولن زجلي
- الأرز الخالد
- بيدر عمر
- أغاني السلم

## وفاته
توفي أسعد سعيد في 24 كانون الثاني من العام 2010 عن عمر ناهز 88 عامًا.

## وصلات خارجية
- الزجل في أصله وفصله لأسعد سعيد